# Weihnachtsfrieden (Erster Weltkrieg)

Deutsche und britische Truppen während des Weihnachtsfriedens

Der Weihnachtsfrieden (englisch Christmas Truce ‚Weihnachts-Waffenruhe‘) war eine von der Befehlsebene nicht autorisierte Waffenruhe während des Ersten Weltkrieges am 24. Dezember 1914 und an den folgenden Tagen. Sie fand an einigen Abschnitten der Westfront statt, wo es vor allem zwischen Deutschen und Briten in Flandern zu spontanen Fraternisierungen kam. Der Weihnachtsfrieden des Jahres 1914 bezeichnet heute vor allem die Ereignisse an der Front zwischen Mesen und Nieuwkapelle, an der sich Deutsche und Briten kriegerisch gegenüberstanden.

## Vorausgegangene offizielle diplomatische Bemühungen
Papst Benedikt XV. hatte einen Versuch zur Vermittlung eines Waffenstillstands über Weihnachten unternommen. Am 13. Dezember 1914 wurde dies von der Tageszeitung des Heiligen Stuhls offiziell bestätigt:

„Der ‚Osservatore Romano‘ […] bestätigt die Zeitungsmeldung, daß der Hl. Vater behufs Vereinbarung eines kurzen Weihnachtsfriedens sich an die Regierungen der kriegführenden Staaten gewendet hat. Der Papst unternahm diesen außergewöhnlichen Schritt vorzugsweise aus religiösen Beweggründen, dann aber auch aus Gründen der Menschlichkeit und Pietät gegen die Familien der Krieger usw. Alle Regierungen nahmen, wie das vatikanische Blatt feststellt, die Initiative des Papstes respektvoll entgegen, ‚der größere Teil‘ derselben gab auch seiner Zustimmung und Sympathie hiefür Ausdruck, doch glaubten ‚einige‘ (alcune) den Gedanken praktisch nicht durchführen zu können.“

Die Kölnische Zeitung behauptete, aus Berlin erfahren zu haben, dass der Weihnachtsfrieden am Widerstand Frankreichs und Russlands gescheitert sei:

„Die Anregung des Papstes, eine kurze Waffenruhe über Weihnachten herbeizuführen, fiel bei der Mehrheit der kriegführenden Mächte auf günstigen Boden. Besonders äußerten sich Deutschland und Oesterreich-Ungarn sofort zustimmend. Auch die Türkei war bereit, dem Wunsche der Kurie Rechnung zu tragen. Der Widerspruch gegen die päpstliche Anregung ging von Rußland und Frankreich aus, die bestimmt ablehnten, auf den Vorschlag einzugehen.“

Diese Darstellung lässt sich anhand des aktuellen Kenntnisstandes nicht verifizieren.
Der Papst selbst erwähnte in einer Rede am 25. Dezember 1914 seine Bemühungen um einen Weihnachtsfrieden.
Zu Jahresbeginn 1915 setzte sich der Papst darüber hinaus für den Austausch von dienstuntauglichen Kriegsgefangenen ein. Zumindest in dieser Hinsicht erhielt er von Kaiser Wilhelm II. eine positive Antwort.

## Hintergrund
Die Ereignisse des Jahres 1914 sind Bestandteil der britischen kollektiven Erinnerung und werden oft romantisch verklärt wiedergegeben. Die realen Begebenheiten sind heute kaum mehr zu rekonstruieren. Berichte der Geschehnisse waren unzusammenhängend oder widersprachen sich; manche Überlieferungen wurden im Laufe der Zeit ausgeschmückt, und die offiziellen Unterlagen enthielten kaum verwertbare Informationen.
Dass es tatsächlich einen inoffiziellen Weihnachtsfrieden gegeben hat und darüber auch die deutsche Öffentlichkeit Kenntnis hatte, geht aus einem entsprechenden Verbot der Obersten Heeresleitung Anfang 1915 hervor. Hierbei erwähnte die OHL ausdrücklich: „Zu Weihnachten und Neujahr soll der [freundschaftliche] Verkehr an einzelnen Stellen fast einem Waffenstillstand gleichgekommen sein. Zuweilen sollen die Kämpfenden auf die Mittagszeit und die Teestunde Rücksicht genommen haben.“

## Auslösende Elemente des Waffenstillstandes
Viele Soldaten aller Kriegsparteien waren 1914 enthusiastisch und voller Siegesgewissheit in den Krieg gezogen und hatten gehofft, „bis Weihnachten“ wieder zu Hause zu sein. Dieser Optimismus verflog allerdings bald. Die bittere Realität der Schlachten im Spätsommer und Herbst 1914 hatte in wenigen Monaten eine deutliche Ernüchterung auf beiden Seiten der Front bewirkt.

### Die Gräben der Westfront Ende 1914
Der Krieg, der von deutscher Seite gemäß dem Schlieffenplan als schnelles Umfassungsmanöver gegen die Truppen der Entente geplant gewesen war, hatte nach der Ersten Marneschlacht ein anderes Gesicht bekommen: Die Kontrahenten sahen sich aufgrund der neuartigen Kampfbedingungen und der damit einhergehenden hohen Personalverluste sowie Munitionsmangel zunehmend zu einer defensiven Grundhaltung gezwungen. Nachdem die Versuche beider Seiten, den Gegner in einer offenen Flanke anzugreifen, im Norden bzw. am Ufer der Nordsee (Wettlauf zum Meer) gescheitert waren, war der Bewegungskrieg Ende 1914 zu einem Grabenkrieg geworden, also zu einem Stellungskrieg, bei dem die Fronten aus einem System mit Schützen- und Laufgräben bestanden.
Schnelle Siege durch überraschende Manöver wie etwa Überflügelungen waren also nicht mehr zu erringen. Die Soldaten lagen sich nun zwischen der Schweiz und dem Ärmelkanal in Grabensystemen gegenüber. Diese waren zunächst unzusammenhängend und teilweise improvisiert, wurden aber unter enormen Anstrengungen nach und nach vervollständigt und ausgebaut. Ende 1914 boten die meisten Schutzstellungen noch wenig Schutz gegen Scharfschützen oder Handgranaten.
Man war nicht recht vorbereitet auf diese Art der Kriegsführung, die allerdings bereits den Burenkrieg und in weit größerem Ausmaß den Russisch-Japanischen Krieg zehn Jahre zuvor geprägt hatte. Die Soldaten mussten sich in neuen, ungewohnten Situationen zurechtfinden, die zudem durch das extrem schlechte Wetter im Herbst 1914 verschärft wurden: Viele Gräben der nördlichen Westfront hatten sich in eisige Schlammlöcher verwandelt. Nach nur fünf Monaten war die Westfront weitgehend erstarrt; ein Ende des Krieges war nicht abzusehen.

### Überreste der menschlichen Zivilisation
Ende 1914 konnten die Soldaten in ihren Schützengräben noch Überreste menschlicher Zivilisation und Kultur an der Front erkennen. Anders als in den späteren Kriegsjahren waren Kirchen und Dörfer noch nicht völlig zerschossen, Felder konnten noch als solche erkannt werden. Die Materialschlacht mit dem typischen Trommelfeuer der Artillerie bildete sich erst ab 1915/1916 voll aus.
Auf beiden Seiten gab es noch ein übergreifendes christliches Bewusstsein von Weihnachten als Fest der Nächstenliebe. Es kam auch in den in mehreren Sprachen ähnlich klingenden Weihnachtsliedern zum Ausdruck (Stille Nacht, heilige Nacht: Silent night, holy night und Douce nuit, sainte nuit). Ebenfalls bekannt war unter den Soldaten die Botschaft des neuen Papstes Benedikt XV., der in seiner Antrittsrede im August 1914 um einen Waffenstillstand zu Weihnachten gebeten hatte. Dieser Wunsch wurde aber von den kriegführenden Parteien abgelehnt, ebenso ein ähnliches Ersuchen des Erzbischofs von Paris, Léon-Adolphe Amette.

### Tradition zwischen den Gräben
Es kann heute nicht mehr genau nachvollzogen werden, wie der Waffenstillstand am 24. Dezember 1914 zustande kam. Ausgangspunkt war vermutlich die Umgebung von Ypern. Hier lagen die Truppen der British Expeditionary Force an ihrem 27 Kilometer langen Frontabschnitt, den sie nach der Ersten Flandernschlacht halten mussten, oft nur 50 bis 100 Meter von den deutschen Linien entfernt. Durch diese Nähe war es hier leicht möglich, mit dem Feind Sprechkontakt aufzunehmen. Belegt ist, dass bereits vor der Weihnachtszeit in ruhigeren Kampflagen deutsche und britische Einheiten kurz die Waffen niederlegten, um Gefallene zu bergen oder Verwundete zu retten oder einfach wegen zu starker Erschöpfung. Das ist sogar für Situationen nach schweren Gefechten dokumentiert.
Solches Verhalten hatte eine gewisse Tradition zwischen gegnerischen Kriegsparteien: Im Siebenjährigen Krieg in Nordamerika saßen die Gegner am gemeinsamen Lagerfeuer und spielten Karten, im Krimkrieg teilten sie Verpflegung und Tabak, im Amerikanischen Bürgerkrieg angelten sie am gleichen Fluss und sammelten zusammen Beeren. Aus der Zeit des Zweiten Burenkrieges ist sogar ein Fußballspiel zwischen Buren und Engländern überliefert. Aus dem Zweiten Weltkrieg ist bekannt, dass Einheiten des Afrika-Korps und der Briten zusammen das Lied Lili Marleen hörten.

## Der Waffenstillstand

### Geschenke und Pakete auf beiden Seiten
Am 23. Dezember 1914 war der Wunsch groß, die aus der Heimat angekommenen Weihnachtsgeschenke in Ruhe und ohne Todesangst öffnen zu können. Jeder britische Soldat erhielt ein Päckchen des Königs, in dem er unter anderem eine Princess Mary Box fand, eine Metalldose mit dem gravierten Profilbildnis von Princess Mary, der einzigen Tochter Georgs V. Die Schachtel enthielt Schokolade, Scones (britisches Gebäck), Zigaretten, Tabak und eine Grußkarte der Prinzessin. Ein Faksimile des Königs stellte Georg V. als Truppenvater dar, der seinen Truppen wünscht: “May God protect you and bring you home safe” (deutsch: „Möge Gott Euch schützen und sicher nach Hause bringen“). 355.000 dieser Princess Mary Boxes wurden 1914 verschickt.

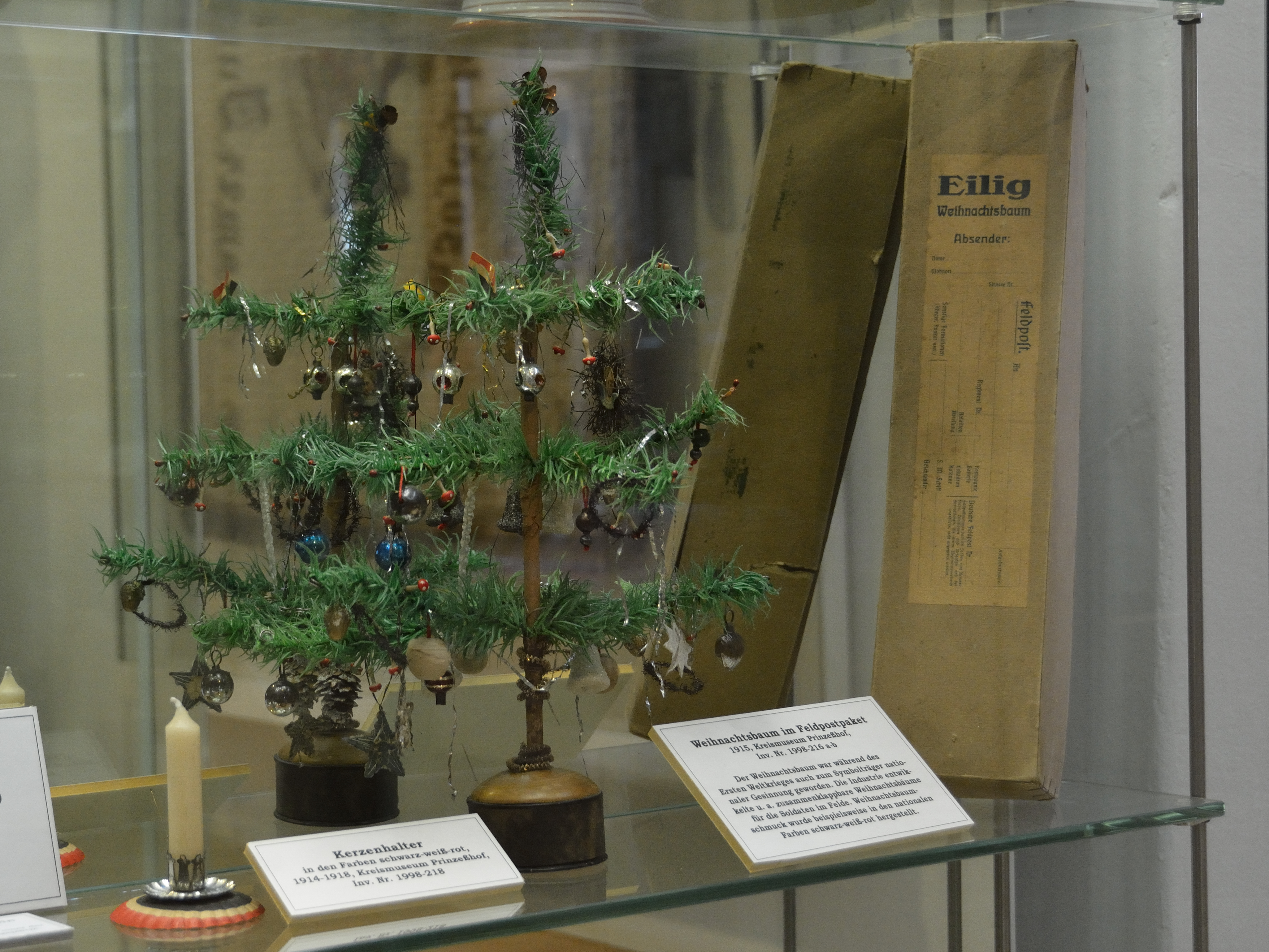
Klappbarer Weihnachtsbaum als Feldpost

Viele deutsche Soldaten erhielten zu Weihnachten 1914 aus öffentlichen Mitteln gestiftete Geschenksendungen ihrer Heimatgemeinden, daneben Pakete ihrer Familien mit warmer Bekleidung, Essen, Alkohol, Zigaretten und Briefen (siehe Liebesgaben). 1914 herrschte im Gegensatz zu den späteren Kriegsjahren noch keine besondere Knappheit an Nahrungs- und Genussmitteln in Deutschland. Zudem hatte die Oberste Heeresleitung zehntausende Miniaturweihnachtsbäume an die deutschen Fronten versandt, die zu Weihnachten erleuchtet werden sollten.
Ein vergleichbarer Aufwand wurde in Frankreich und Belgien nicht betrieben. Das Weihnachtsfest hatte allerdings dort traditionell nicht dieselbe Bedeutung wie in Deutschland. Hinzu kam, dass beide Länder im Gegensatz zu Deutschland oder Großbritannien direkt vom Krieg mit seinen Zerstörungen betroffen waren. Franzosen und Belgier kämpften auf eigenem Territorium, und ihre Erbitterung gegen den Kriegsgegner Deutschland war noch deutlich größer als die der Briten.
Moralisch gestärkt von den Zuwendungen aus der Heimat erhielten viele Soldaten zum ersten Mal, nach Wochen und Monaten der Entbehrungen, wieder eine Ahnung von einem Leben im Frieden. Ansonsten war ihre Lebenssituation, oft Kälte und Schmutz ausgesetzt, weiterhin trostlos. Die Front war erst vor kurzem erstarrt, Betreuungs- und Fürsorgeeinrichtungen zur Erhaltung eines minimalen Komforts für die Soldaten mussten erst nach und nach im Hinterland aufgebaut werden. Andererseits war das Kampfgebiet auch noch nicht zu der perfektionierten, tiefgegliederten Trennlinie späterer Jahre geworden. Eine Munitionskrise lähmte beide Seiten, abgesehen davon, dass es im Ersten Weltkrieg eine ununterbrochene Kriegsführung zu Winterzeiten ohnehin kaum gab. Das brachte Soldaten auf beiden Seiten dazu, sogar den noch relativ nahen Gegner an der weihnachtlichen Tradition des Schenkens und Teilens teilhaben zu lassen. Ein Korrespondent einer englischen Zeitung schrieb, es sei einigen Deutschen gelungen, einen Schokoladenkuchen über das Niemandsland zu befördern, der nur zu gerne von den Briten angenommen worden sei. Es scheint ebenfalls ein deutscher Soldat gewesen zu sein, der einem britischen Soldaten auf Englisch zurief, dass die Deutschen um eine bestimmte Uhrzeit (einige Quellen geben 7:30 Uhr an) einige Weihnachtslieder singen wollten und dass der „Tommy“ doch deshalb nicht schießen möge. Als Zeichen wolle er Kerzen auf den Grabenrand stellen. Die Briten akzeptierten den Wunsch. Als das Konzert der Deutschen beendet war, applaudierten die Gegner und wurden von den Deutschen aufgefordert mitzusingen. Einer der Briten rief, er würde eher sterben als deutsch zu singen, worauf die Deutschen lachend zurückriefen, dass sie ihn umbringen würden, falls er das tun würde. Die Briten begannen auf Englisch zu singen und viele Deutsche stellten nach und nach ihre Tannenbäume auf die Grabenränder.

### 24. Dezember – Feinde im Niemandsland

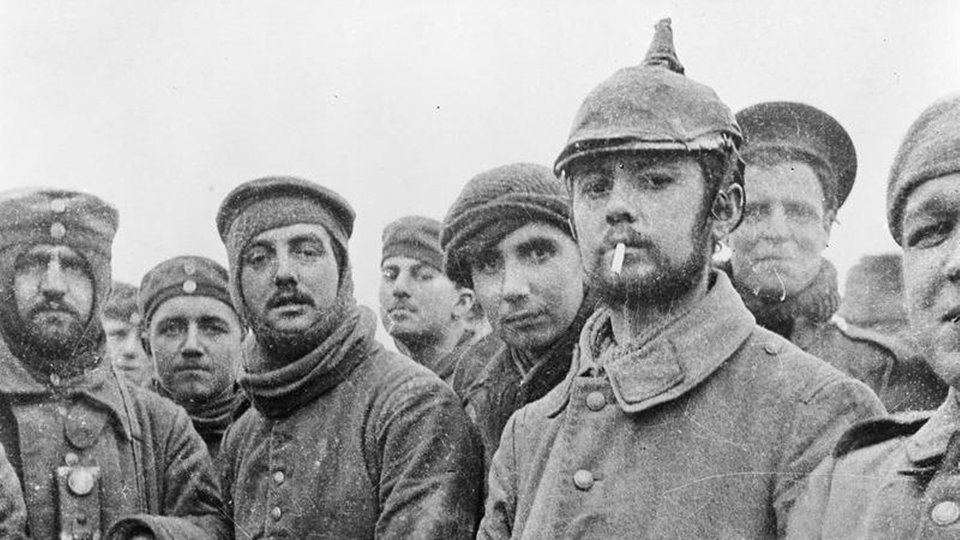
Britische und deutsche Soldaten während des Weihnachtsfriedens von 1914

Der Morgen des 24. Dezember brachte einen klaren Tag. Der ständige Regen hatte aufgehört, an einigen Stellen des Sektors wurde zwar noch geschossen, an den meisten jedoch war Stille eingekehrt, die nur durch Zurufe der einander gegenüberliegenden Soldaten unterbrochen wurde. Erste Männer riefen den Gegner an, dass sie ihre Gefallenen bergen wollten. Es wurde nicht geschossen, als sie unbewaffnet ins Niemandsland gingen. Nachdem die Toten beerdigt waren, begannen die Soldaten miteinander zu sprechen, vor allem auf Englisch, da viele Deutsche durch die vom Kaiser propagierte Nähe zu England die Sprache gelernt oder sogar in Großbritannien gearbeitet hatten.
Entgegen der verbreiteten Auffassung, nur einfache Soldaten hätten aus Protest, weil sie sich als „Kanonenfutter“ benutzt fühlten, ihre Waffen niedergelegt, nahmen auch viele Offiziere an den Ereignissen teil und führten stellenweise sogar Verhandlungen. Einer dieser Offiziere war Leutnant Kurt Zehmisch vom sächsischen Infanterieregiment 134, ein Französisch und Englisch sprechender Lehrer aus Weischlitz im Vogtland. Zehmisch notierte in seinem Tagebuch, er habe seinen Leuten befohlen, während der Weihnachtsfeiertage nicht auf den Gegner zu schießen. Sie hätten Kerzen und Tannenbäume auf die Gräben zu stellen. Weiter schrieb er, dass die Briten durch Pfeifen und Klatschen ihre Zustimmung mitteilten und dass er – wie die meisten seiner Kameraden – die ganze Nacht wach geblieben sei. Am folgenden Tag hielt Zehmisch fest, dass einige Briten mit einem Fußball aus ihrem Graben gekommen seien. Sie hätten hin und her gekickt. Der kommandierende englische Offizier und Zehmisch selbst seien der übereinstimmenden Meinung gewesen, dass all dies unvorstellbar und unglaublich wunderbar sei.
Viele Befehlshaber wie der Chef der British Expeditionary Force, Sir John French, erließen allerdings scharfe Disziplinierungsbefehle gegen die eigenen Truppen. Andere wiederum sahen die Weihnachtsepisode eher gelassen und waren der Überzeugung, dass nach Weihnachten der Krieg wie gewohnt weitergehe. Die Hierarchien beider Kriegsparteien reagierten auf die Ereignisse ähnlich ambivalent.

### Einzelne Ereignisse und Erinnerungen
Beim Dorf Fromelles in Frankreich – westlich von Lille und etwa 30 Kilometer südlich von Ypern gelegen – betraten Soldaten der Gordon Highlanders das etwa 80 Meter breite Niemandsland, um ihre Gefallenen zu bergen.
Ein gemeinsamer Gottesdienst wurde gefeiert, Psalm 23 („Der Herr ist mein Hirte …“) wurde gesprochen, zuerst auf Englisch vom Regimentspfarrer und dann auf Deutsch von einem englischen Studenten. Die Deutschen standen auf einer Seite, die Briten auf der anderen, alle hatten ihre Kopfbedeckungen abgelegt, erinnert sich der second lieutenant Arthur Pelham Burn in seinem Tagebuch:

“The Germans formed up on one side, the English on the other, the officers standing in front, every head bared. Yes, I think it was a sight one will never see again.”

„Die Deutschen standen auf der einen Seite zusammen, die Engländer auf der anderen. Die Offiziere standen in der vordersten Reihe, jeder hatte seine Kopfbedeckung abgenommen. Ja, ich glaube dies war ein Anblick, den man nie wieder sehen wird.“

An derselben Stelle notierte der britische Captain (Hauptmann) R. J. Armes in einem Brief, dass er vereinzelte Schüsse und ein Geschütz in der Ferne gehört habe, dass aber sonst Stille gewesen sei. Er erlaubte einigen seiner Soldaten, sich mit den Deutschen zu treffen. Sie tauschten dann im Niemandsland Tabak und unterhielten sich, soweit das möglich war.
An einer anderen Stelle übergaben sächsische Soldaten ihren britischen Kontrahenten von den Royal Welsh Fusiliers zwei Fässer Bier. Captain C. I. Stockwell notierte im Bataillonstagebuch, dass plötzlich ein halbes Dutzend Sachsen ohne Waffen auf den Schützengräbenrändern gestanden hätten. Er lief zu seinen Soldaten, die mit Gewehren im Anschlag seine Befehle erwarteten, während die Sachsen riefen: “Don’t shoot. We don’t want to fight today. We will send you some beer.” (deutsch: „Nicht schießen. Wir wollen heute nicht kämpfen. Wir werden euch etwas Bier schicken.“) Dann sei ein Fass von drei Deutschen in die Mitte des Niemandslandes gerollt worden. Ein deutscher Offizier war erschienen und ging auf das Fass zu. Stockwell tat es ihm gleich, wobei sie sich förmlich grüßten. Der deutsche Offizier sprach kein Wort Englisch und sagte auf Deutsch, die Briten sollten das Bier ruhig nehmen, es sei noch viel davon da. Im Austausch ließ Captain Stockwell mehrere Christmas Puddings zu den Deutschen schicken. Ein deutscher Soldat hatte den Offizieren Gläser und zwei Flaschen Bier gebracht. Sie stießen an und gingen danach zu ihren Linien zurück. Auf beiden Seiten wurde den ganzen Abend gesungen.
In einem in der Times veröffentlichten Brief erklärte der deutsche Leutnant Niemann, dass in seinem Sektor bei Frelinghien-Houplines ein Fußballspiel ausgetragen worden sei, das 3:2 für die Deutschen ausgegangen sei – ein Wahrzeichen des Weihnachtsfriedens, das zur Legendenbildung beitrug. Der Wahrheitsgehalt kann jedoch heute nicht mehr geprüft werden. Sicher ist jedoch, dass es zu einem unorganisierten Gekicke zwischen den Gegnern kam, dass dabei allerdings nicht auf ein Tor geschweige denn mit einem Schiedsrichter gespielt wurde. Am 11. November 2008 wurde im französischen Dorf Frelinghien anlässlich dieses Ereignisses eine Gedenktafel zum Waffenstillstand enthüllt.
Mehreren Berichten zufolge gab es im Niemandsland außerdem mindestens ein gemeinsames Schweinegrillen, gegenseitiges Haareschneiden und Rasieren, mehrere Fußballspiele und es kam viele Male zum Austausch von Genussmitteln wie Tabak, Zigaretten und Schokolade.
An einem französischen Frontabschnitt brachte ein Deutscher einen betrunkenen Franzosen zu seiner Stellung zurück und legte ihn vor dem Stacheldrahtverhau nieder.
Die meisten Berichte stammen von britischer Seite, der bekannteste von Captain Sir Edward Hulse (gefallen 1915) von den Scots Guards, der, als er aus dem Hauptquartier zurückgekommen war, feststellen musste, dass es zu Verbrüderungen gekommen war.

“Scots and Huns were fraternizing in the most genuine possible manner. Every sort of souvenir was exchanged, addresses given and received, photos of families shown, etc. One of our fellows offered a German a cigarette; the German said, ‚Virginian‘? Our fellow said, ‚Aye, straight-cut‘, the German said ‚No thanks, I only smoke Turkish!‘ […] It gave us all a good laugh.”

„Zwischen Schotten und Hunnen [englisches Schimpfwort für Deutsche] fand weitestgehende Verbrüderung statt. Alle möglichen Andenken wurden ausgetauscht, Adressen gingen her- und hinüber, man zeigte sich Familienfotos usw. Einer von uns bot einem Deutschen eine Zigarette an. Der Deutsche fragte: ‚Virginia‘? Unserer sagte: ‚Klar, straight-cut Schnitt‘. Darauf der Deutsche: ‚Nein, danke, ich rauche nur türkischen …‘ […] Darüber haben wir alle sehr gelacht.“

Auch an der Ostfront gab es ähnliche Vorkommnisse:

„Die Besatzung von Przemysl hat beschlossen, das Vorgehen der Russen dadurch zu vergelten, ihnen zu ihren Weihnachten ebenfalls alles Gute zu wünschen und jeden Angriff zu unterlassen. Auf diese Weise wurde ein inoffizieller Waffenstillstand während der Weihnachtsfeiertage geschlossen, wie er wohl auf der ganzen Schlachtfront nicht zu verzeichnen war.“

### Das Ende des Waffenstillstandes
Man geht heute davon aus, dass mindestens 100.000 Soldaten der an der Westfront kämpfenden Parteien an dem Waffenstillstand teilgenommen haben, hauptsächlich Briten und Deutsche. Der Waffenstillstand und die Verbrüderungen wurden vor allem am 23. und 24. Dezember 1914 beobachtet. Vereinzelt waren längere Feuerpausen zu beobachten, einige sogar bis in den Januar 1915 hinein. Wie es die soldatische Tradition des 19. Jahrhunderts vorschrieb, gab es an weniger bedeutsamen Sektoren der Front auch inoffizielle und kurze Abmachungen zur Pflege der Verwundeten und Bergung der Toten, die aber nie in den Berichten der Armeeführungen auftauchten.
Der allgemeine Waffenstillstand endete an einigen englischen Abschnitten erst am 26. Dezember (Boxing Day), an bestimmten schottischen Abschnitten am Neujahrstag, da dies von den schottischen Soldaten als ein besonderes Fest gefeiert wurde. Der Bataillonsbericht von Captain J. C. Dunn und Captain C. I. Stockwell von den Royal Welsh Fusiliers, welche die Fässer mit Bier bekommen hatten, kann als authentisch und beispielhaft gelten: Um 8:30 Uhr wurden drei Schuss in die Luft gefeuert und die Briten hissten eine Flagge mit der Aufschrift „Merry Christmas“. Auf der anderen Seite der Front erschien ein deutscher Hauptmann, der ein Tuch in die Höhe hielt, auf dem „Thank you“ geschrieben stand. Beide salutierten und gingen in ihre Gräben zurück. Ein deutscher Soldat schoss zweimal in die Luft, danach war wieder Krieg.

### Konsequenzen
Auf beiden Seiten der Front hatte der Waffenstillstand kein disziplinarisches Nachspiel. Auch in der deutschsprachigen Presse fand er – entgegen früher vorherrschender Meinung – Erwähnung, insbesondere durch das oben erwähnte publizierte Verbot der Obersten Heeresleitung (OHL). Darüber hinaus existieren Aufzeichnungen der OHL. Eine Meldung in der Berliner Tageszeitung Tägliche Rundschau ist nachgewiesen. Es findet sich auch folgender Pressebericht: „Die feindlichen Soldaten sangen miteinander und tauschten an vielen Stellen Photographien aus.“
Die britische und französische Berichterstattung war freizügiger, jedoch wurde das Ausmaß auf eine kleine Verbrüderung an einem unwesentlichen Frontabschnitt reduziert.
Weihnachten 1915 gab es wiederum Versuche der Truppen, das Geschehen des Vorjahres zu wiederholen. Dies wurde allerdings diesmal von den Befehlshabern unter Androhung von Kriegsgerichtsverfahren nicht mehr geduldet. Ab 1916 gab es schließlich auch die inoffiziellen, kleinen Waffenstillstände zwischen den Gegnern nicht mehr. Das Niemandsland war zu einer ständigen Kampfzone geworden.

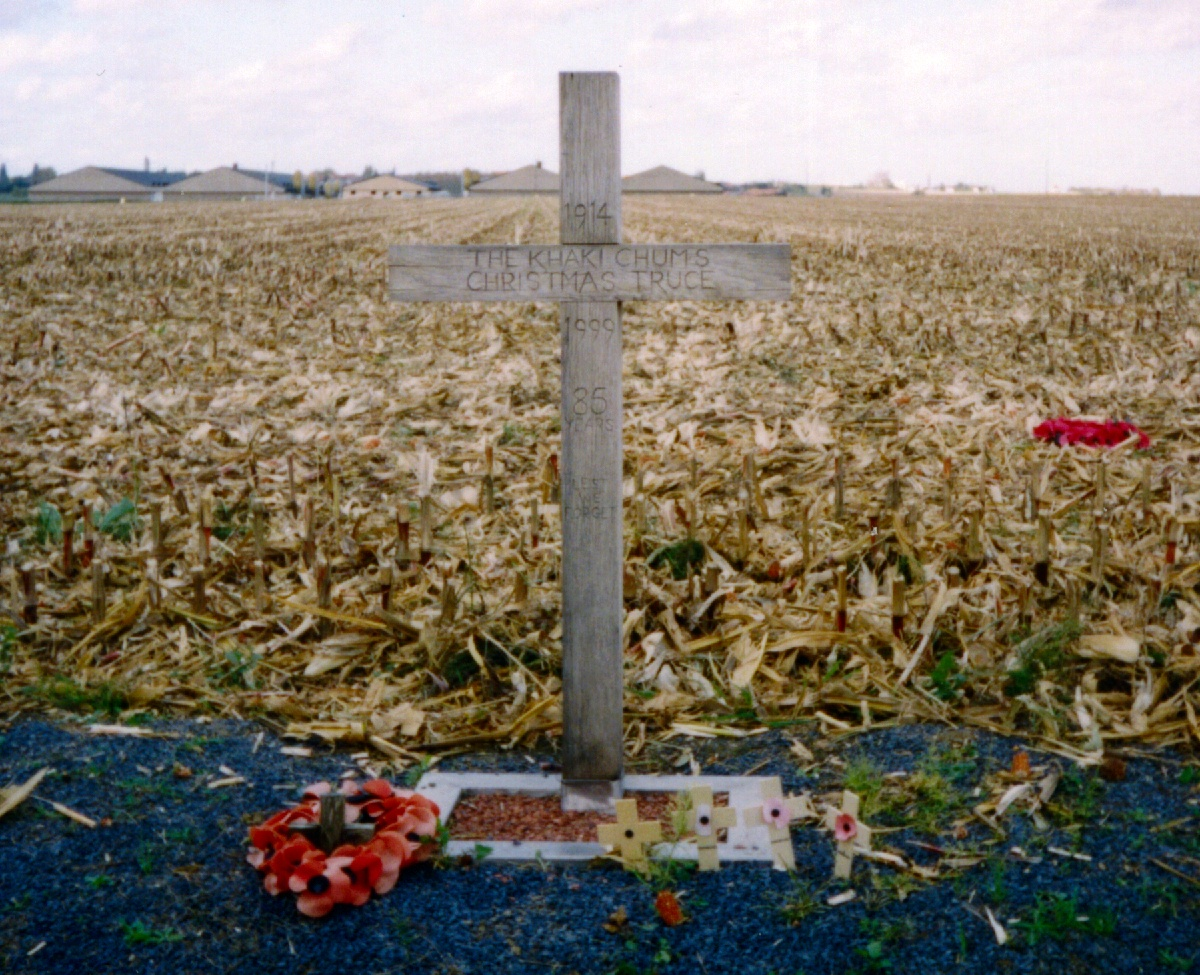
Holzkreuz im Gedenken an den Weihnachtsfrieden bei Ypern, Belgien

## Überlebende
Es sind seit 2005 keine Überlebenden mehr bekannt, die an den Ereignissen beteiligt waren. Der letzte – wenngleich passive – Augenzeuge war Alfred Anderson, der am 21. November 2005 im Alter von 109 Jahren verstorben ist. Er diente als Soldat im Regiment Black Watch (Royal Highlanders) und erinnerte sich in einem privaten Gespräch, dass er – in Reserve – unerwartet die unheimliche Stille vernommen habe. Der seinerseits von der BBC interviewte Gesprächspartner berichtete davon 1996:

“It was very cold and very still. He said he could hear these voices shouting, carried over on the night air. What he could hear was total stillness, which he found very eerie.”

„Es war sehr kalt und sehr still. Er sagte, er habe diese Stimmen hören können, welche durch die nächtliche Luft getragen worden seien. Was er hören konnte, war totale Stille, welche er sehr unheimlich fand.“

Ein bewegendes Urteil lieferte der Überlebende Murdoch M. Wood 1930 vor dem britischen Parlament, als er sagte, dass die Soldaten wohl niemals wieder zu den Waffen gegriffen hätten, wäre es nach ihnen gegangen.

## Denkmäler

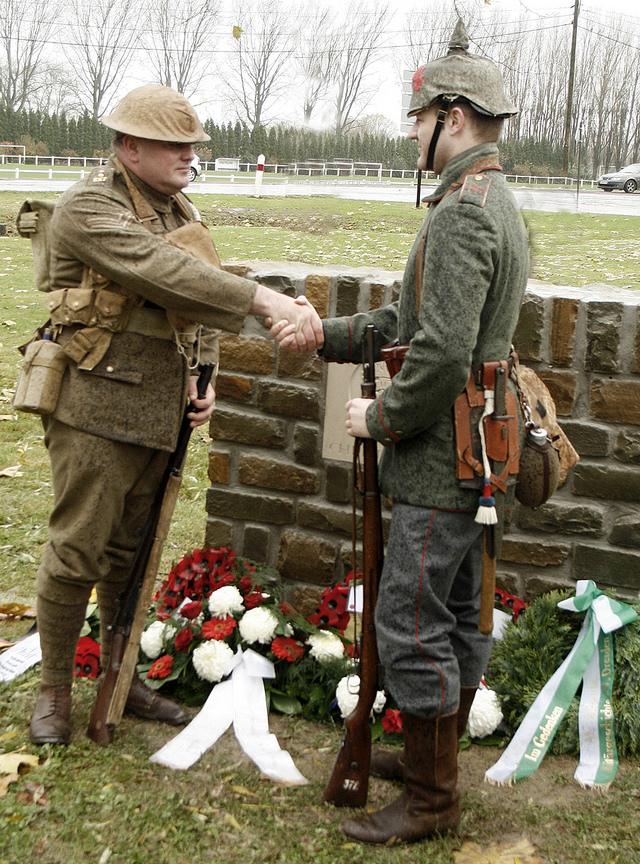
Nachkommen von am Weltkrieg beteiligten Soldaten in historischen Uniformen geben sich bei der Einweihung des Denkmals am 11. November 2008 in Frelinghien die Hand

Am 11. November 2008 wurde im französischen Frelinghien das erste Denkmal zum Weihnachtsfrieden eingeweiht. Nach einem Gottesdienst und der Enthüllung des Denkmals fand ein Fußballspiel zwischen Soldaten des 1st Battalion The Royal Welsh und Angehörigen des deutschen Panzergrenadierbataillons 371 Marienberger Jäger und der Panzergrenadierbrigade Freistaat Sachsen statt. Ihre Vorläufer, das 2nd Battalion The Royal Welch Fusiliers und das Sächsische Infanterieregiment 134 sowie eine MG-Kompanie des sächsischen Jäger-Bataillons Nr. 6, hatten am Weihnachtsabend 1914 in Frelinghien Waffenstillstand geschlossen.
Vor dem Fußballspiel wurde ein Bierfass von den Deutschen zu den Walisern gerollt, in Erinnerung an die Geschehnisse im Dezember 1914, als die Deutschen die Brauerei des Ortes besetzt hielten. Der von allen Spielern im Rahmen der Gedenkfeier signierte Fußball ist heute im Besitz des Arbeitskreises für Sächsische Militärgeschichte.
Im Dezember 2015 weihte der französische Staatspräsident François Hollande ein weiteres Denkmal, das Monument des fraternisations, in Neuville-St. Vaast ein. Im gleichen Ort liegt die Deutsche Kriegsgräberstätte Neuville-St. Vaast.

## Künstlerische Rezeption

### Filme
- Richard Attenborough: Oh! What a Lovely War (1969)
- Christian Carion: Merry Christmas/Joyeux Noël (2005)

### Musik
- Paul McCartney: Pipes of Peace (1983) und das zugehörige Video verarbeiten die Geschichte.[11]
- Garth Brooks: Belleau Wood (1997) thematisiert ebenfalls den Weihnachtsfrieden.[12]
- Saltatio Mortis: Als die Waffen schwiegen

### Comic
- Der Comic Niemandsland von Ralf Marczinczik beschreibt das Fußballspiel, das zwischen deutschen und britischen Soldaten (Ergebnis 3:2) beim Weihnachtsfrieden ausgetragen worden sein soll. Die Geschichte gewann 2013 den Fanpreis als Fußball-Comic des Jahres bei der Deutschen Akademie für Fußball-Kultur.[13]

### Sonstige
- Im historischen Themenpark Puy du Fou wird in der Show Les Amoureux de Verdun u. a. der Weihnachtsfrieden thematisiert.